# Inger Bjørnbakken
Inger Bjørnbakken, née le 28 décembre 1933 à Bærum et morte le 13 février 2021, est une skieuse alpine norvégienne.

## Biographie
Membre du club de ski de Bærum, elle participe aux Jeux olympiques d'hiver de 1956 et de 1960, se classant au mieux sixième du slalom en 1956.
Inger Bjørnbakken devient championne du monde du slalom en 1958 à Bad Gastein, année où elle élue sportive norvégienne de l'année et reçoit la Médaille Holmenkollen, habituellement décernée à des skieurs nordiques, ayant gagné quatre fois au Holmenkollen Kandahar en slalom et la Médaille d'or de l'Aftenposten.
Elle compte sept titres de championne de Norvège.

## Palmarès

### Jeux olympiques d'hiver
| Épreuve / Édition         | Descente | Slalom géant | Slalom |
| JO 1956 Cortina d'Ampezzo | —        | 14e          | 6e     |
| JO 1960 Squaw Valley      | —        | 20e          | 14e    |

### Championnats du monde
| Épreuve / Édition         | Descente | Slalom géant | Slalom | Combiné      |
| JO 1956 Cortina d'Ampezzo | —        | 14e          | 6e     | 11e          |
| Mondiaux 1958 Bad Gastein | —        | 10e          | Or     | Non partante |
| JO 1960 Squaw Valley      | —        | 20e          | 14e    | —            |